# كيلين رووي
كيلين رووي (بالإنجليزية: Kelyn Rowe)‏ (2 ديسمبر 1991 بفيدرال واي في الولايات المتحدة - ) هو لاعب كرة قدم أمريكي في مركز الوسط. شارك مع منتخب الولايات المتحدة تحت 18 سنة لكرة القدم ومنتخب الولايات المتحدة تحت 20 سنة لكرة القدم. أما مع النوادي، فقد لعب مع نيو إنجلاند ريفولوشن.

## وصلات خارجية
- كيلين رووي على موقع الدوري الأمريكي (الإنجليزية)
- كيلين رووي على موقع قاعدة بيانات كرة القدم.إي يو (الإنجليزية)
- كيلين رووي على موقع ناشيونال فوتبول تيمز (الإنجليزية)
- كيلين رووي على موقع Soccerbase.com (لاعب) (الإنجليزية)
- كيلين رووي على موقع Soccerway.com (الإنجليزية)
- كيلين رووي على موقع AS.com (الإسبانية)